# موزه هنری یادبود کوبوزو ، ایزومی
موزه یادبود هنرهای کوبوزو، ایزومی (به ژاپنی: 和泉市久保惣記念美術館, Izumi-shi Kubosō Kinen Bijutsukan))، موزه ای است که در ایزومی، اوساکا در استان اوساکا قرار دارد و در سال ۱۹۸۲ افتتاح شده است.